# Georges Legrand
Pour les articles homonymes, voir Legrand.
Georges Louis Legrand est un producteur de cinéma français, né le 25 octobre 1900 à Paris 19e et mort le 25 mars 1988  à Clichy.

## Biographie

### Le sport dans sa jeunesse
Dans son adolescence, de 1916 à 1922, il fait du sport à un haut niveau, à une époque où ce n'était pas bien vu dans le milieu bourgeois. Il fait de l'athlétisme, du sprint. Il est alors repéré par l'équipe de France avec laquelle il participe aux Jeux olympiques d'été de 1920. Il a effectué son service militaire au bataillon de Joinville.

### Sa vie  professionnelle
En 1927, il joue l'officier de marine en second dans le film La Sirène des tropiques réalisé par Henri Etievant avec Joséphine Baker. Luis Bunuel en était l'assistant réalisateur.
Après avoir été directeur des ventes de la société Kelvinator dans les années 1930, il produit des films de 1936 à 1962. Le premier film qu'il ait produit a été La Guerre des gosses de Jacques Daroy en 1936 d'après le livre de Louis Pergaud avec Mouloudji.
À la Libération, il ouvre un bar américain sur les Champs-Élysées, le Sully qui connaît un grand succès. 
Il crée sa société de production La Société des Films Princia.
En 1947, il produit Les Chouans d'Henri Calef avec Jean Marais. Il a aussi produit, en association avec André Paulvé, Ruy Blas en 1948 de Pierre Billon avec Danielle Darrieux et Jean Marais d'après une adaptation de Jean Cocteau du Ruy Blas de Victor Hugo. La même année, il produit Bagarres de Henri Calef avec Mouloudji. En 1960, Les Canailles de Maurice Labro avec Marina Vlady et Robert Hossein, et En 1962, il arrête sa carrière de producteur après avoir produit Tartarin de Tarascon de Francis Blanche et Raoul André avec Francis Blanche, Paul Préboist, Michel Galabru notamment.
Il devient administrateur/directeur de Bobino alors propriété de Pierre Guérin, et continue d'administrer pour lui la société Pacra jusqu'en 1982.
Le comédien François Legrand né en 1963 est son fils.

## Filmographie
- 1936 : La Guerre des gosses
- 1938 : Le Paradis de Satan
- 1947 : Une mort sans importance
- 1947 : Les Chouans
- 1948 : Ruy Blas
- 1948 : Bagarres
- 1960 : Les Canailles
- 1962 : Tartarin de Tarascon